# Бонанза (Орегон)
Бонанза (енгл. Bonanza) град је у америчкој савезној држави Орегон.

## Демографија
По попису из 2010. године број становника је 415, што је 0 (0,0%) становника више него 2000. године.
| Група             | 2000.       | 2010.       |
| Белци             | 325 (78,3%) | 289 (69,6%) |
| Афроамериканци    | 2 (0,5%)    | 1 (0,2%)    |
| Азијати           | 1 (0,2%)    | 0 (0,0%)    |
| Хиспаноамериканци | 54 (13,0%)  | 115 (27,7%) |
| Укупно            | 415         | 415         |